# Pădure tropicală umedă

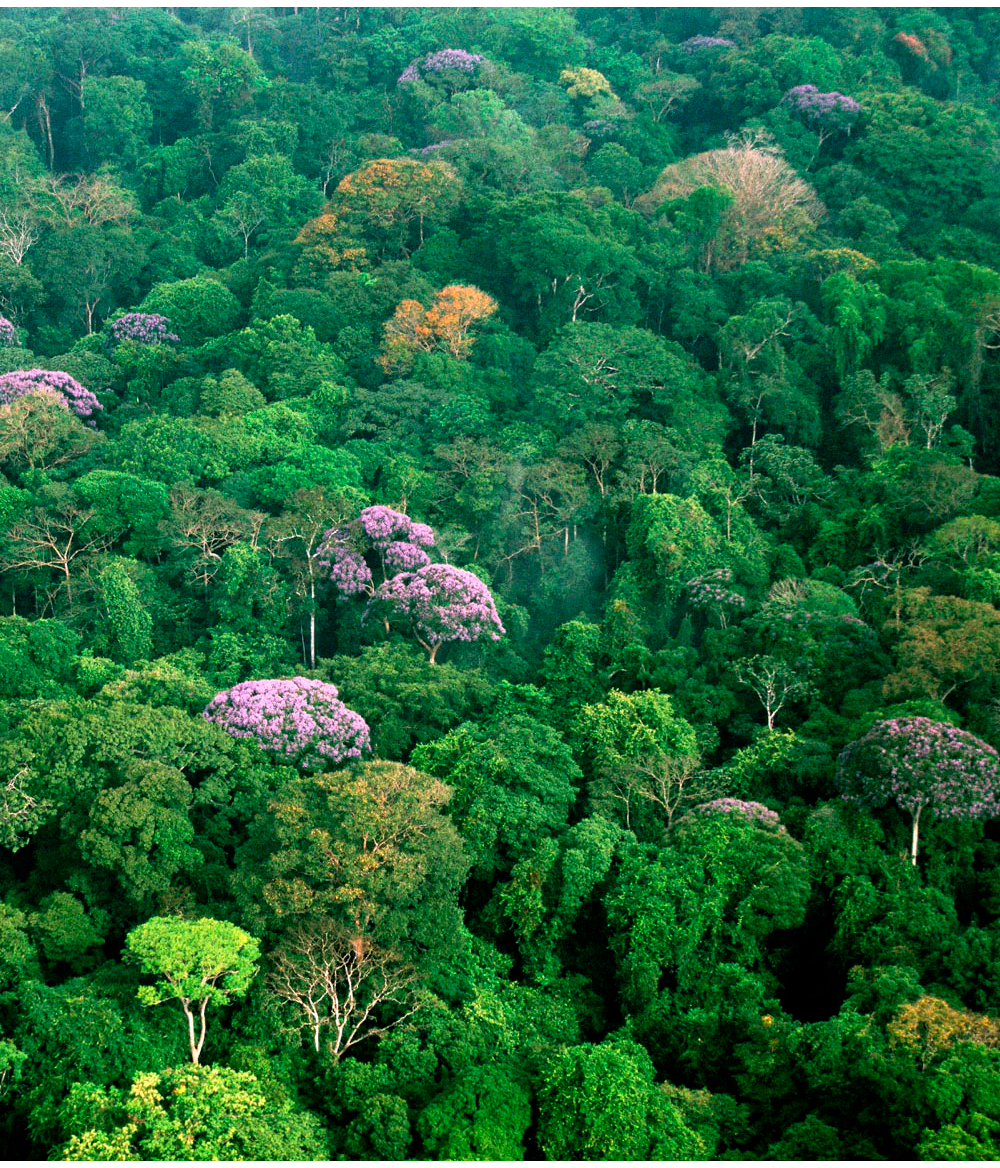
Selva intertropicală Panama

Pădurea tropicală umedă (sinonime pădure pluvială, pădure pluviatilă, pădure umbrofilă tropicală, pădure ecuatorială) este un tip de pădure situat în regiunile cu climat ecuatorial și cu un înalt grad de umiditate. Clima este tot timpul caldă, cu precipitații abundente. Este bine reprezentată în America de Sud – Amazonia (bazinul fluviului Amazon), unde este cunoscută sub numele de selva, hylea, dar crește și în America Centrală, Antile; în Africa ocupă mari suprafețe în bazinul fluviului Congo, pe țărmul Guineei și al Mozambicului, cu mici extinderi în insule Madagascar. În Asia este răspândită în India, pe țărmurile sudice ale Indochinei, Peninsula Malaca, Malaysia, insulele Sonde, Sumatera, Java, Kalimantan etc. Se întâlnește cu mici extinderi și în Noua Guinee și pe țărmurile nordice ale Australiei. Flora este bogată (peste 20.000 de specii în insulele malaieze și peste 40.000 în Amazonia). În pădurea tropicală umedă cresc numeroase specii de palmieri, arborele de cauciuc (Hevea brasiliensis), specii ale genului Coffea, arborele de cacao (Theobroma cacao), mahonul, acaju, liane, orhidee, plante parazite (Rafflesia). Are o stratificare complexă (stratul erbaceu, arbustiv, arborescent inferior mediu și superior). Arborii au frunze late, sempervirente și o etajare maximă. Trunchiurile se ramifică în treimea sau pătrimea superioară. Etajele inferioare sunt situate în umbră, cu un număr redus de specii, dominând lianele și plantele epifite. Fauna este foarte diferită: mamifere carnivore (tigru, jaguar, panteră) și frugivore (maimuțe), păsări (papagali, colibri), insecte (fluturi etc).

### Ecologia

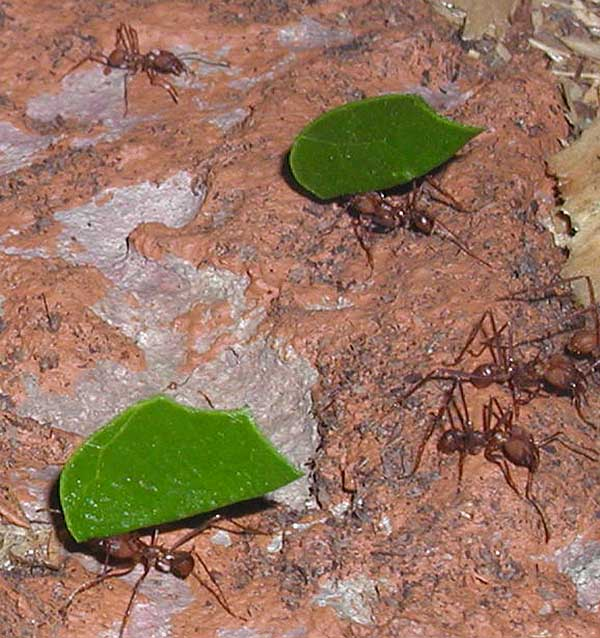
Furnică tăietoare de frunze

Se estimează ca mai mult de 40% din oxigenul produs pe pământ provine din aceste spații vegetale, care au fost supuse la despaduriri la scară mare reducând repede acest ecosistem în toată lumea. În decada anilor 90, se estimează ca s-au redus anual cu 58 000 km². În trecut 14 % din suprafata pământului era acoperit de selvă, acum avem doar 6% și în actualul ritm de despădurire în 40 ani dispare toată selva. Totuși există diferențe în estimarea acestor date între oamenii de stiință, unii consideră că creșterea rapidă a vegetației poate schimba statistica. Multi cercetători consideră ca multe specii sunt condamnate la dispariție, fiind foarte posibil ca 50 mii de specii (inclusiv microorganisme) pe an să dispară, datorita eliminării spațiului în care erau adaptate să trăiască.
Totuși, pe lângă marile arii despădurite care se transformă în semideșertice datorită proastei administrări ale resurselor, de asemenea trebuie sa arătăm ca există mari suprafețe de teren arid redate vegetației datorita agriculturii cu ajutorul irigației. În plus au apărut specii vegetale noi care au adaptări la un mediu schimbător în multe locuri din lume. Din nefericire , multe dintre aceste specii au o mai mică valoare ecologica decat cele anterioare, deși în această problemă ne rămâne mult de investigat.
Un studiu bazat pe analiza datelor furnizate de sateliții NASA susține că selva din Congo, cea de-a doua pădure tropicală ca mărime din lume, a fost puternic afectată de secetă începând din anul 2000. Conform cercetătorilor, menținerea condițiilor climatice pe termen lung ar putea altera compoziția și structura selvei din Congo, afectând biodiversitatea și capacitatea de a reține dioxidul de carbon.

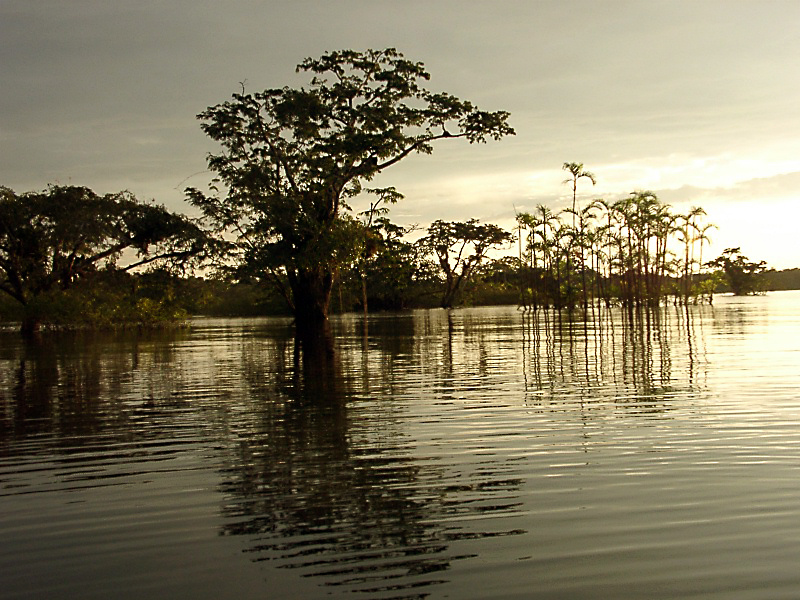
Lacul Agrio in Ecuador

Caracteristicile vegetale ale selvei se pot categorisi după:
- Climă: Caldă sau umedă (în clasificarea lui Köppen).
- Temperatură medie anuală: oscilează între 27° și 29 °C, până la 400 m. altitudine sau în unele cazuri ceva mai mult.
- Altitudine Se găsește în mod normal în nivelul de altitudine cald, dacă se găsește la nivelurile superioare, vorbim despre selve de munte

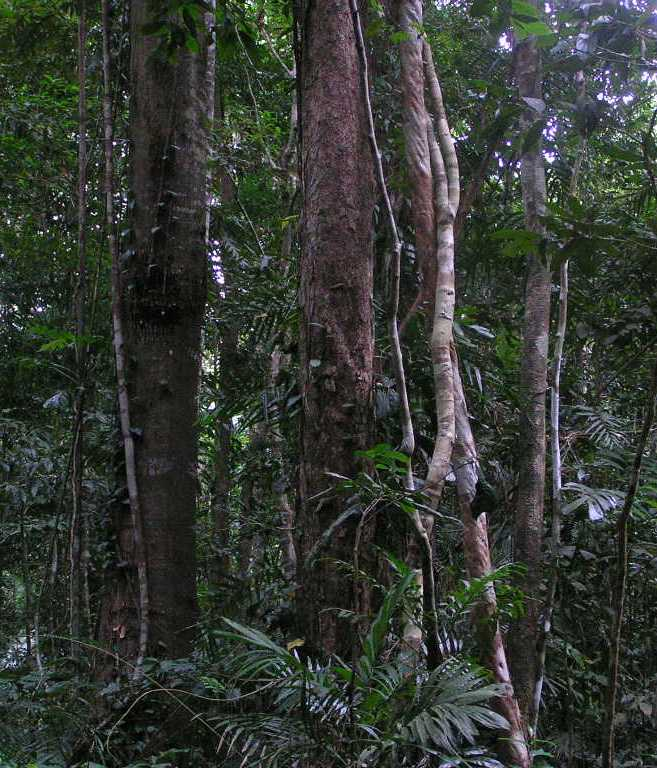
Daintree Rainforest în Queensland, Australia.

- Precipitațiile medii anuale : oscilează între 1500 la 2000 mm și peste 3000 mm. În cazul precipitațiilor de 1500 mm , trebuie să specificăm că precipitațiile trebuiesc sa fie bine repartizate pe tot parcursul anului, deci facem referință la zone cu climă foarte specifică.
- Anotimpurile ploioase: Aproape imperceptibil potrivit indicelui xerotermic a lui Gaussen toate lunile sunt ploioase. Pot apărea perioade de ploaie pe sub nivelul mediu anual, dar în general, în toate lunile graficul pluviometric este suficient de mare pentru dezvoltarea acestui tip de vegetație. În consecintă , râurile măcar ca sunt relativ scurte au un debit mare. În zonele de tranziție cu vegetație de savană poate exista o scurtă epocă de secetă, unde enorma bogăție de vegetație se micșorează progresiv.
- Solurile: sunt puțin profunde, acide și sărace dacă le analizăm cu solurile temperate. Totuși această sărăcie nu este nici un obstacol pentru vegetație. Această mică profunditate este compensată cu lațimea marilor arbori, pentru a se susține, cu o adaptație ambientală extraordinară, care profita de o formă foarte eficientă, apa, temperatura și energia solară.

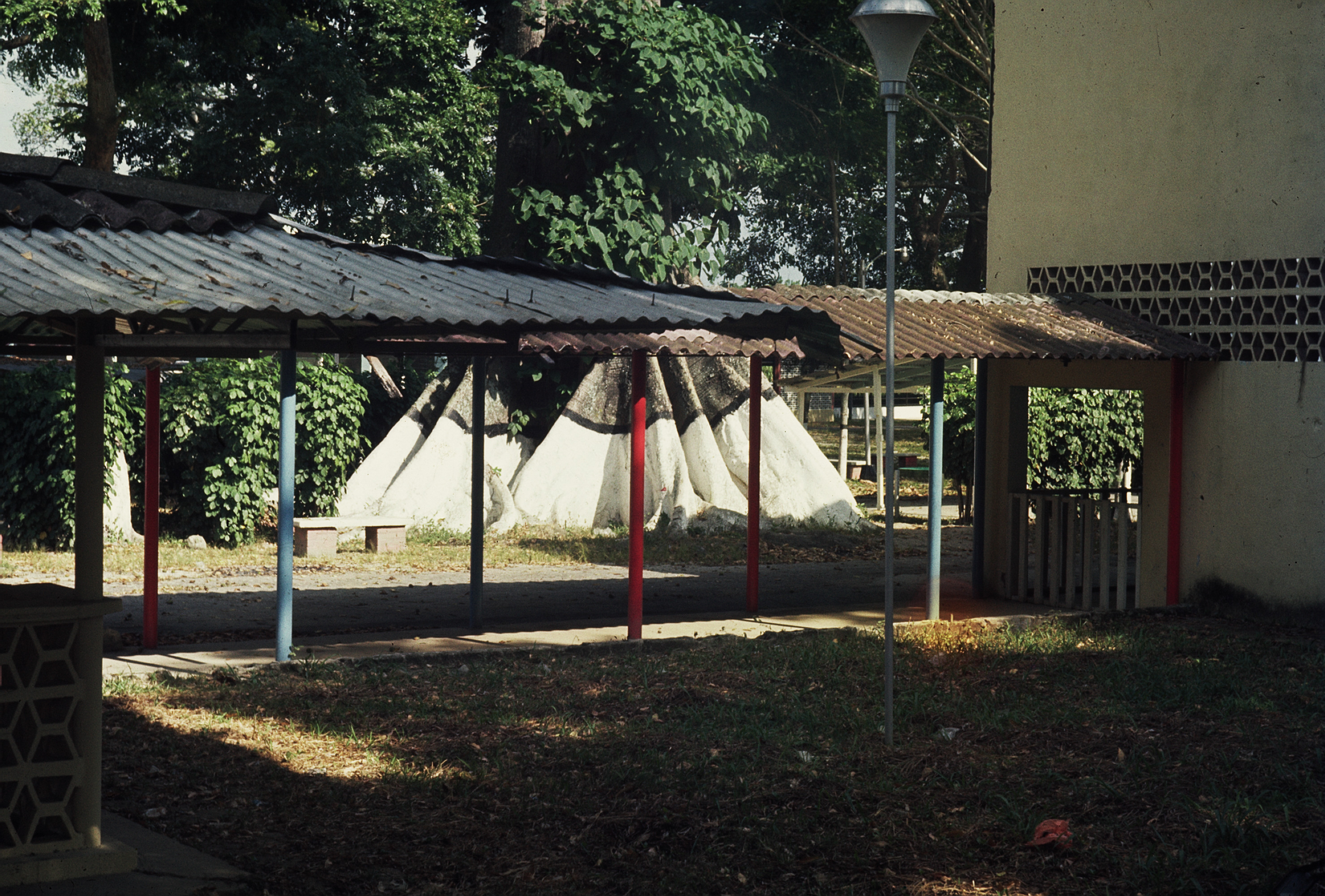
Rădăcina lată a unui arbore corpolent în parcul din San Felipe, Yaracuy, Venezuela

- Latitudine: 0-5 latitudine N și S (continuă) și 5-10° latitudine N și S (discontinuă)
- Numarul de specii: Este zona care posedă cel mai mare număr de organisme, vegetale și animale. Totuși trebuie să specificăm ca nu abundă speciile de animale de mediu și mare mărime. Unele dintre aceste specii (jaguar și pumă în America) se limitează la ariile de selvă tropofilă sau savană.

### Tipuri de Selvă
- Selvă ecuatorială (selvă macrotermică) este cea care apare în zona ecuatorială, și explicata mai sus. de asemenea este numită și Selvă ubrofilă.
- Selvă tropofilă Este o selvă cu arbori care pierd frunzele în epoca de secetă și care poate să dureze cateva luni. Apare în zonele de savană ,în unele cazuri poate fi confundată cu selvele de galerie. Conține specii ca cărui lemn are valoare mare (lemn fin, lemn greu). Are mai puține specii pe hectar, în schimb, există un număr mai mare din fiecare specie, cea ce o face atractivă din punct de vedere comercial.
- Selva de galerie Sunt cele care înconjoară râurile în câmpiile din zona intertropicală, în zonele de vegetație de savană. Cum malurile râurilor au o mai mare înălțime decât câmpia înconjurătoare (prin acumulări de sedimente și diguri naturale), chiar acolo cresc arborii care formează o selvă destul de deasă care de multe ori se continuă cu râurile următoare.
- Selva alisia În unele țări (ex. Venezuela), acest tip de selvă se identifică cu zonele unde efectul orografic acționează asupra vânturilor alizee mărind prercipitațiile și perimițând vegetație de selvă în locuri în care ar fi avut vegetație de savană.
- Selve de munte În unele cazuri se poate vorbi de selve înorate. În general apar în zona intertropicală, pe partea munților expuse vanturilor dominte, între 1000 și 2200 metri altitudine, unde este zona în care gradul de condensație este mai intens. Există o mare cantitate de arbori și plante și biodiversitatea rivalizează cu selvele ecuatoriale.

## Galerie

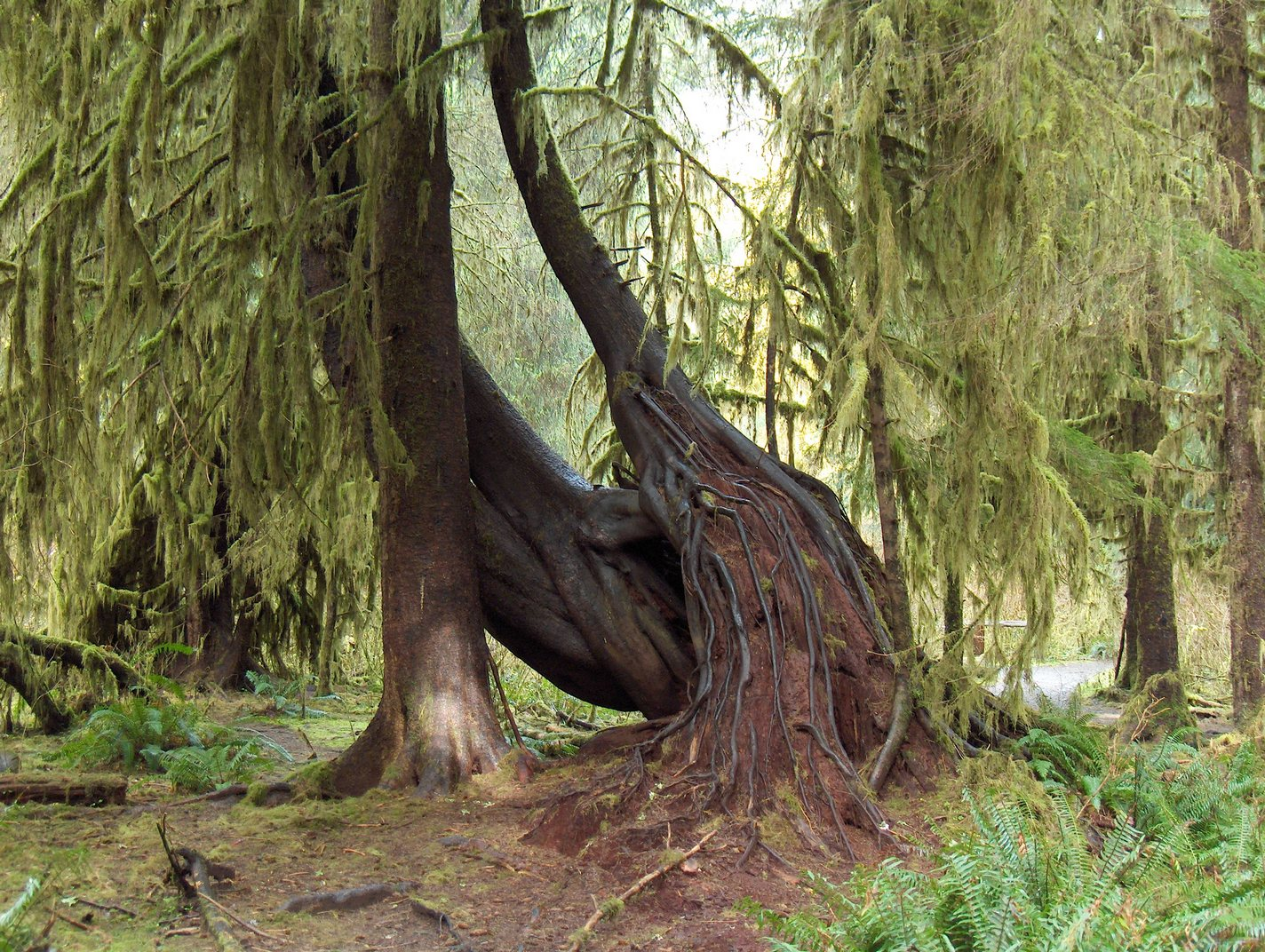
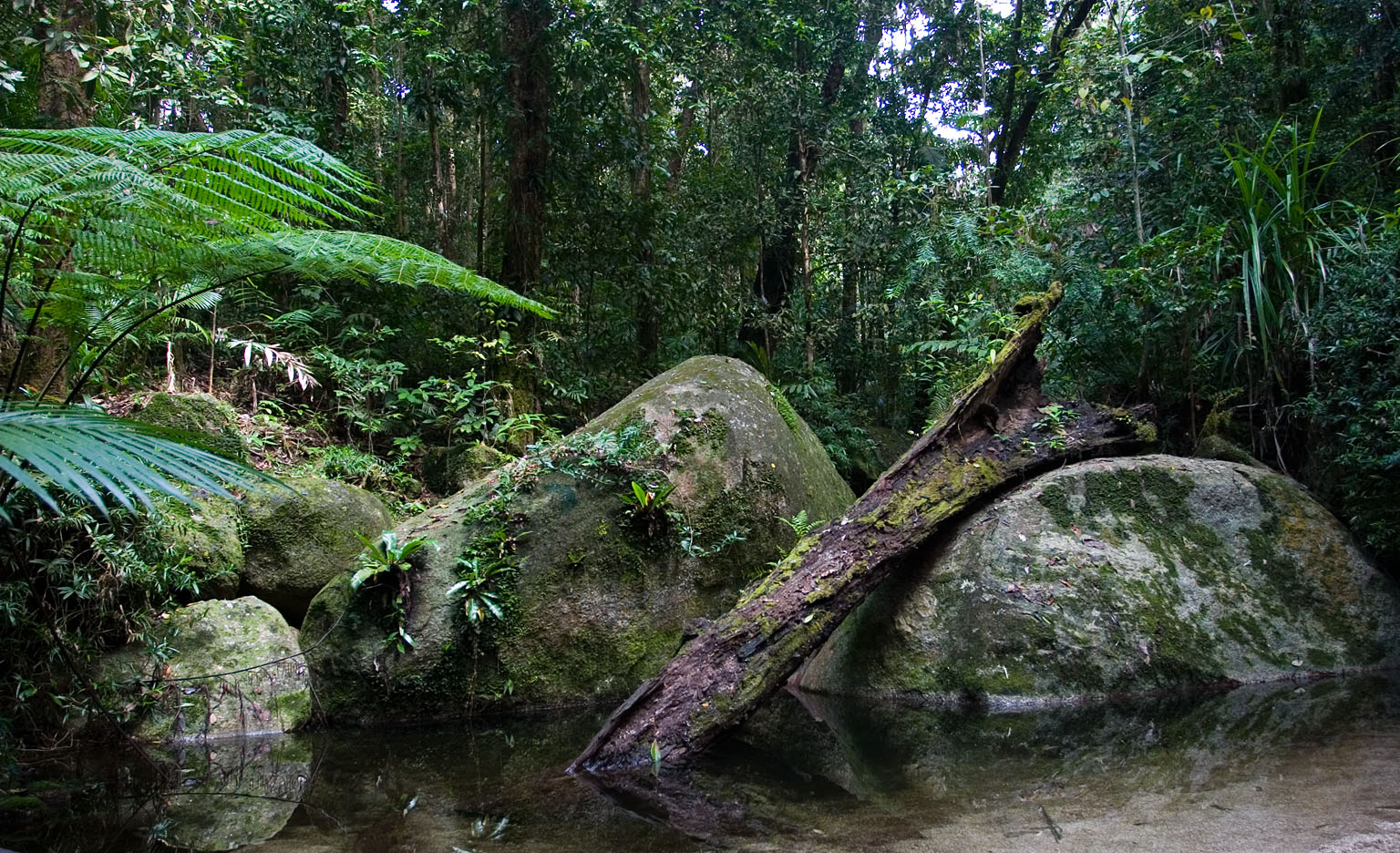
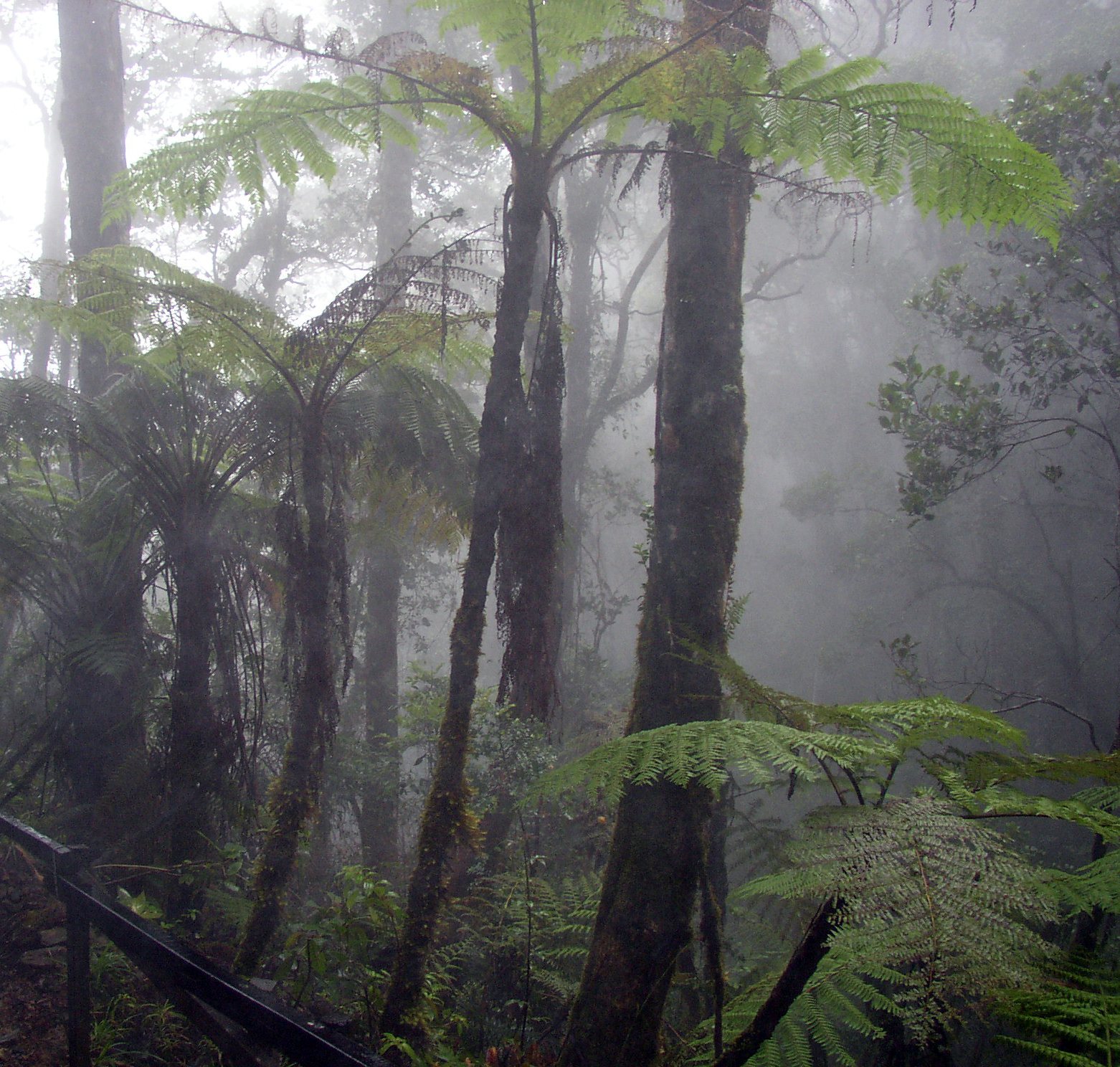
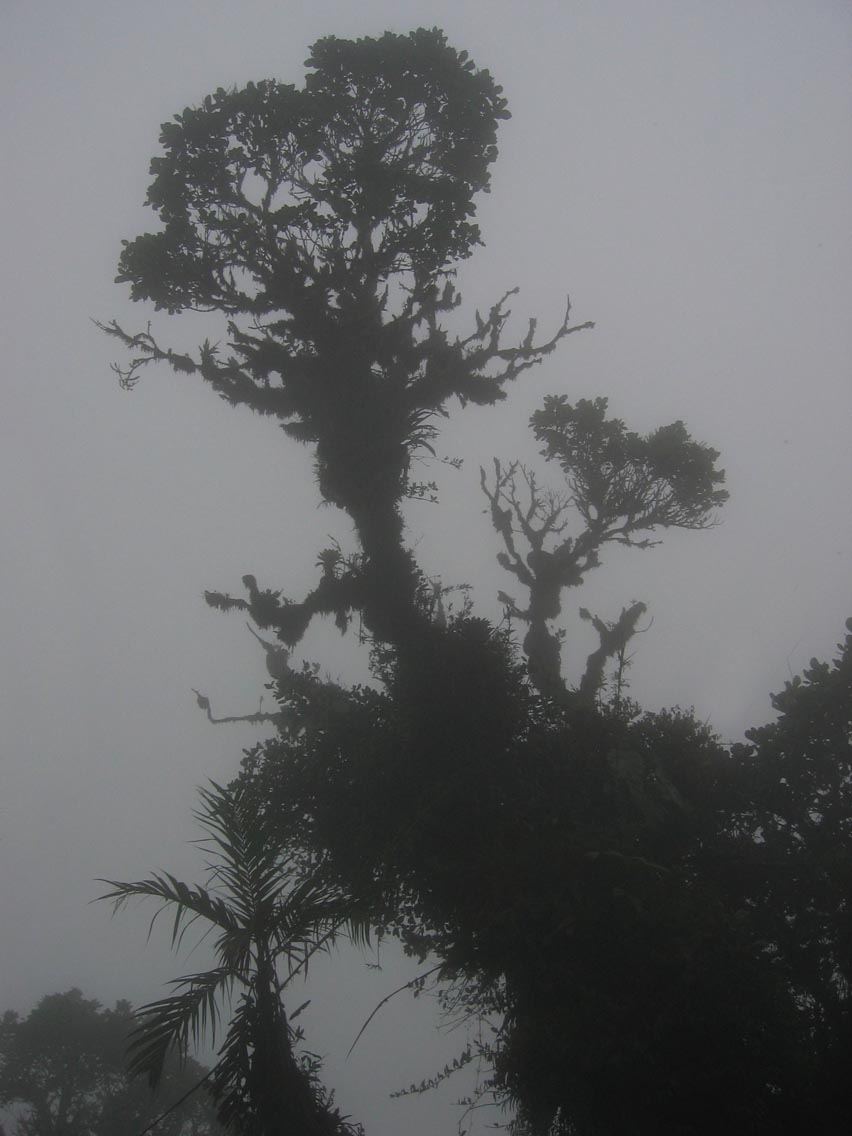
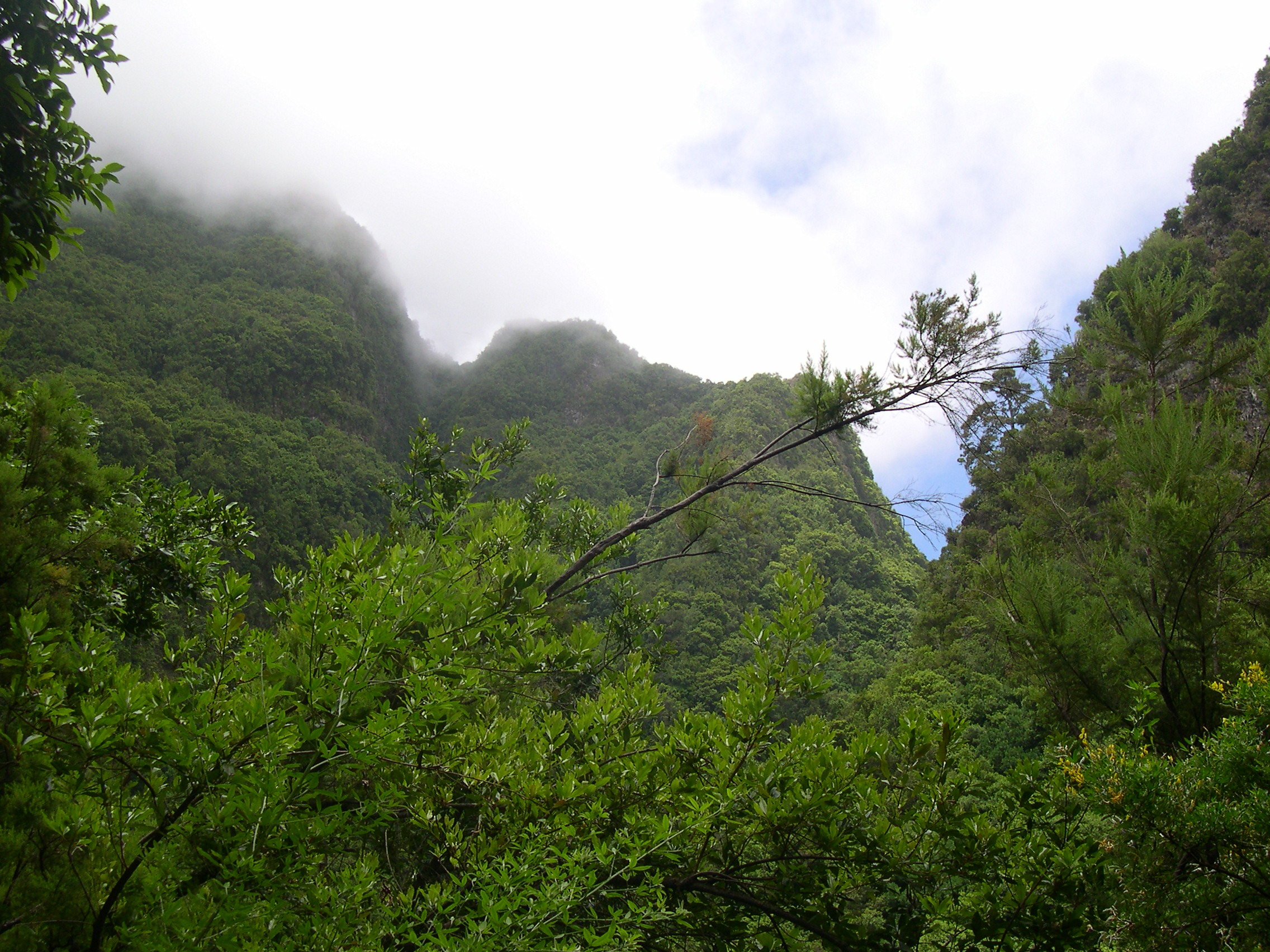
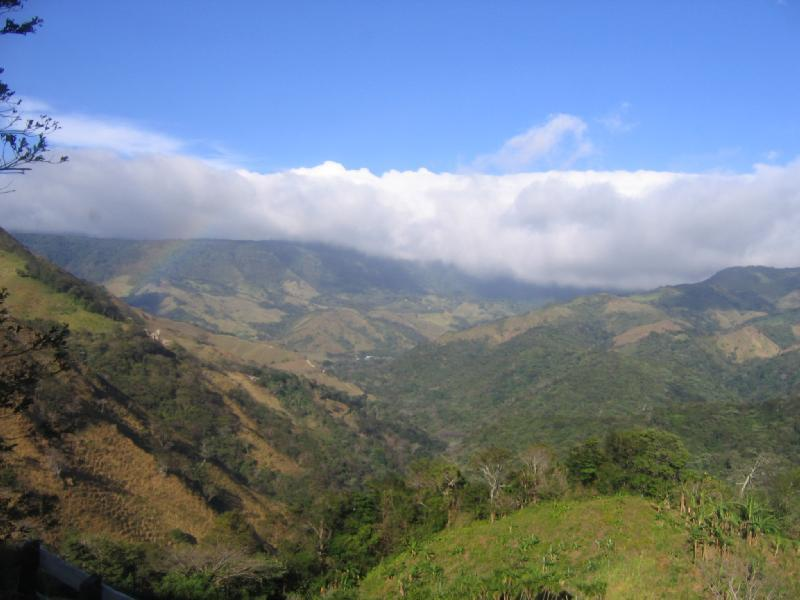
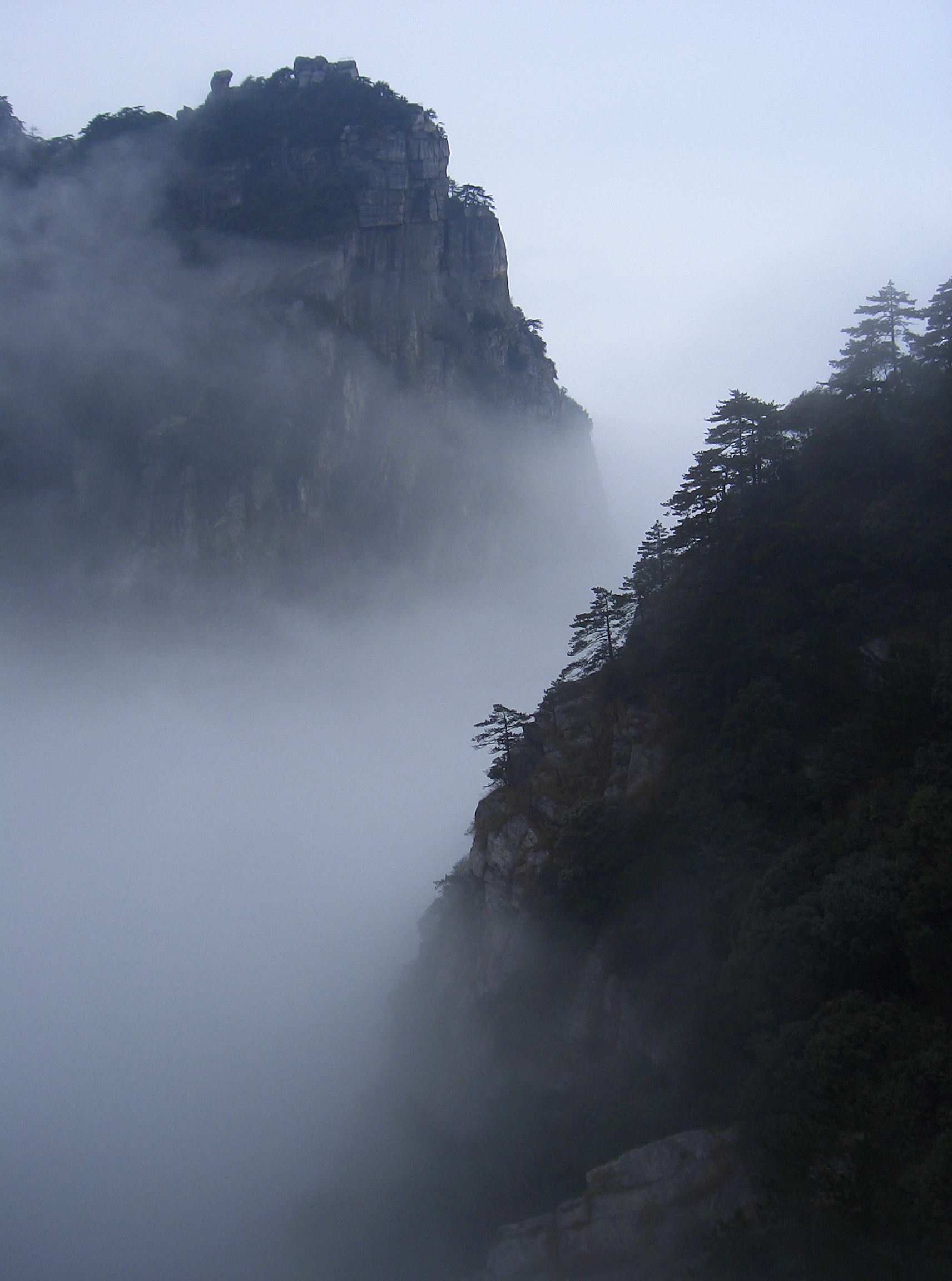
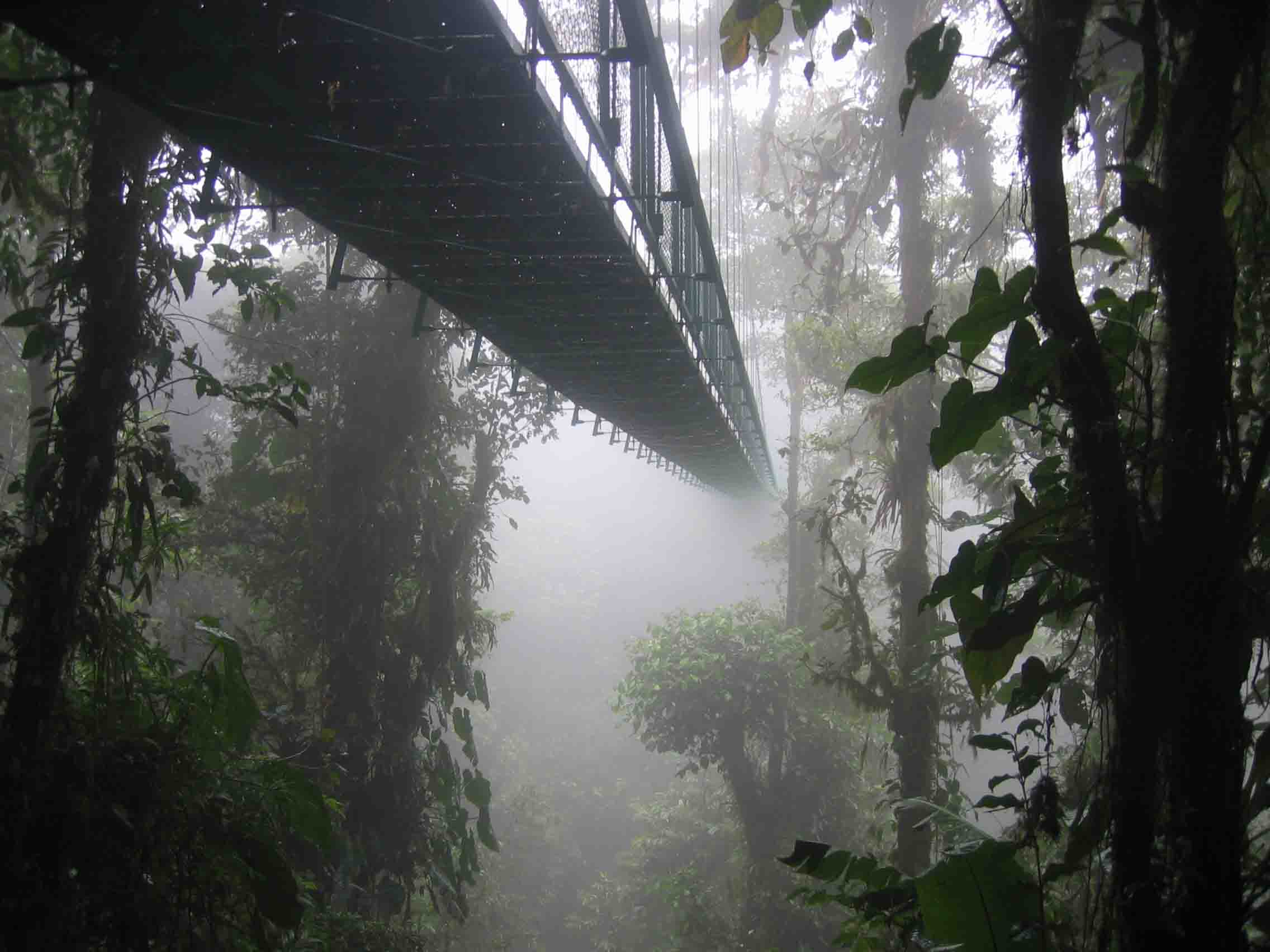
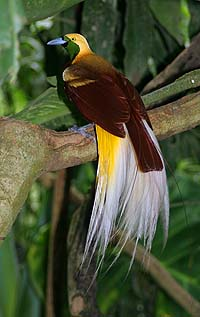

### Principalele selve
- Selva Amazonică
- Selva Lacandona
- Selva din Congo
- Selva de Papua Noua Guinee
- Selva de Borneo
- Selva de Darien
- Selva din Choco
- Selva de America Centrală
- Selva de Madagascar